# Julie Powell
Julie Powell (ur. 20 kwietnia 1973 w Austin, zm. 26 października 2022 w Olivebridge, stan Nowy Jork)) – amerykańska pisarka, znana z książki pt. Julie & Julia: 365 Days, 524 Recipes, 1 Tiny Apartment Kitchen.

## Życiorys
Powell urodziła się i dorastała w Austin. Studiowała na Amherst College, gdzie w 1995 zdobyła dwa tytuły magistra.

## Kariera
Podczas pracy w Lower Manhattan Development Corporation w sierpniu 2002 roku Powell rozpoczęła Julie/Julia Project, który polegał na opisywaniu na blogu jej doświadczenia i przeżycia dotyczące ugotowania wszystkich przepisów z książki Julii Child Mastering the Art of French Cooking. Blog szybko osiągnął popularność, co spowodowało podpisanie umowy z wydawnictwem Little, Brown and Company. W 2005 roku została wydana książka pt. Julie and Julia: 365 Days, 524 Recipes, 1 Tiny Apartment Kitchen. Wydanie w miękkich okładkach ukazało się pod tytułem Julie and Julia: My Year of Cooking Dangerously, w Polsce Julie i Julia. Rok niebezpiecznego gotowania, Świat Książki, 2009.
W 2009 roku na rynku pojawiła się druga książka Julie Powell Cleaving: a Story of Marriage, Meat, and Obsession.

## Adaptacja filmowa
Na podstawie książki Julie & Julia: 365 Days, 524 Recipes, 1 Tiny Apartment Kitchen oraz książki Julii Child My Life in France powstał film Julie i Julia wyreżyserowany przez Norę Ephron. W rolach głównych wystąpiły Amy Adams jako Julie Powell oraz Meryl Streep jako Julia Child.